# Золотий дощ (хімічна реакція)
Демонстрація реакції «золотого дощу» виконується шляхом змішування двох безбарвних розчинів, розчину йодиду калію (KI) та розчину плюмбум (II) нітрату (Pb(NO3)2) при кімнатній температурі, що призводить до утворення твердого жовтого осаду. Далі, з метою досягнення ефекту «дощу», цей осад розчиняють шляхом нагрівання отриманого розчину, і при подальшому охолодженні спостерігають його повторне формування у вигляді золотистих пластівців, які м'яко опадають на дно колби Ерленмеєра.
Для проходження реакції вихідні сполуки (KI та Pb(NO3)2) спочатку мають бути розчиненими в окремих водних розчинах, кожен з яких є безбарвним. При їхньому змішуванні плюмбум-катіон (Pb) з одного розчину та йодид-аніон (I) з іншого об'єднуються, утворюючи плюмбум (II) йодид (PbI2), який не розчиняється при низькій температурі та має яскравий золотисто-жовтий колір. Хоча це реакція виключно дисоційованих у розчині йонів, її іноді називають реакцією подвійного заміщення:
Pb(NO3)2 + 2KI → 2KNO3 + PbI2
При більш високій температурі ця речовина легко повторно розчиняється шляхом дисоціації на безбарвні іони. Фактична зміна (іонне рівняння) виглядає таким чином:
{\displaystyle \underbrace {\ce {{Pb_{(aq)}^{2+}}+2I_{(aq)}^{-}}} _{\text{colorless solution}}{\ce {<=>}}\underbrace {\ce {PbI_{2(s)}}} _{\text{yellow precipitate}}}